# کوسودو، نیگاتا
کوسودو، نیگاتا (به لاتین: Kosudo) یک منطقهٔ مسکونی در ژاپن است که در Hokuriku region واقع شده‌است. کوسودو ۱۰٬۱۸۷ نفر جمعیت دارد.